# Daros Collection

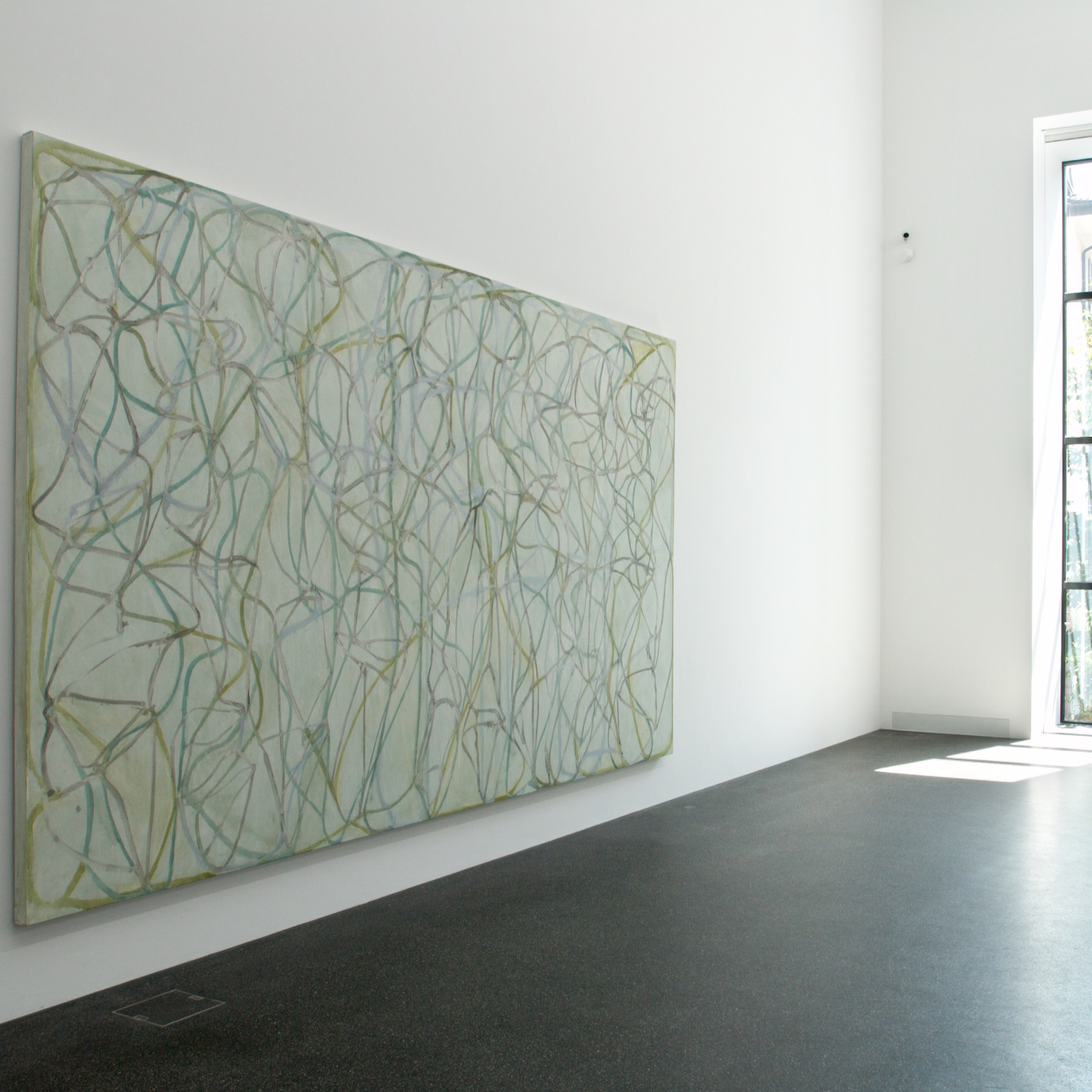
Brice Marden in der Daros Exhibition

Die Daros Collection ist eine Privatsammlung moderner Kunst. Ihren Kern bilden umfassende Werkgruppen von Andy Warhol, Brice Marden, Cy Twombly, Willem de Kooning und Gerhard Richter. Die Daros Collection steht im Besitz der Familie Stephan Schmidheiny.

## Sammlung
In der Daros Collection sind wichtige Kunstströmungen und künstlerische Positionen anhand von Werkgruppen dokumentiert. Die Sammlung umfasst rund 250 Einzelwerke. Der Schwerpunkt der Sammlung liegt bei der nordamerikanischen und europäischen Kunst der zweiten Hälfte des 20. Jahrhunderts. Neben bedeutenden Exponenten des amerikanischen Abstrakten Expressionismus, der Pop Art, der Minimal Art und der New Yorker Kunstszene der 1980er Jahre sind auch andere wichtige Vorläufer und Wegbereiter der aktuellen Gegenwartskunst vertreten.

## Aktuell in der Sammlung vertretene Künstler
Jean-Michel Basquiat, Louise Bourgeois, Mark Bradford, Robert Gober, Philipp Guston, Ellsworth Kelly, Willem de Kooning, Brice Marden, Agnes Martin, Bruce Nauman, Barnett Newman, Sigmar Polke, Jackson Pollock, Gerhard Richter, Mark Rothko, Robert Ryman, Thomas Schütte, Richard Serra, Cy Twombly, Andy Warhol, Christopher Wool

## Geschichte der Sammlung
Die Daros Collection entstand 1997. Stephan Schmidheiny übernahm von seinem sehr jung verstorbenen Bruder Alexander Schmidheiny eine breit gefächerte Sammlung von über 1'000 Einzelwerken, welcher dieser gemeinsam mit seinem Jugendfreund Thomas Ammann aufgebaut hatte. Neben herausragenden Einzelwerken von Jackson Pollock und Barnett Newman bildeten einzigartige Werkbestände von Andy Warhol und Cy Twombly den Kern des Konvoluts. Stephan Schmidheiny entschied sich, das Profil der Sammlung zu schärfen, sie weiter auszubauen und sie fortan von einer professionellen Struktur – der Daros – betreuen zu lassen.
Zu Beginn der Sammlungstätigkeit konzentrierte sich Daros auf US-amerikanische Kunst der zweiten Hälfte des 20. Jahrhunderts. Neben dem Verkauf zahlreicher Werke – u. a. von Francesco Clemente, David Reed, Philip Taaffe und Ross Bleckner – erfolgte um die Jahrtausendwende dann auch der Entscheid, neue künstlerische Positionen in die Sammlung aufzunehmen. Das Augenmerk lag dabei auf deren Bedeutung für die Entwicklung der zeitgenössischen Kunst. So wurden Werke von Künstlern wie Gerhard Richter, Agnes Martin, Bruce Nauman oder auch Louise Bourgeois erworben.
Konsequent richtete Daros im vergangenen Jahrzehnt die Sammlung auf aussagekräftige Werkgruppen der für sie maßgebenden Künstler aus. Neben dem Ankauf weiterer gewichtiger Werke von Vertretern des abstrakten Expressionismus wie Mark Rothko oder Willem de Kooning wurde auch die bestehende Position an Werken von Gerhard Richter zu einer bedeutenden Gruppe ausgebaut. Dazu erweiterte Daros das Spektrum der Sammlung um größere Werkgruppen von Künstlern wie Christopher Wool und Thomas Schütte. Zudem konnten erste Ankäufe von Werken angesehener Künstler wie Philip Guston oder Mark Bradford getätigt werden.
Daros engagierte sich in den vergangenen Jahren auch für bedeutende Museen. So unterstützten die Familie Stephan Schmidheiny / Daros den Neubau der Tate Modern in London im Jahre 2000, deren Erweiterungsbau im Jahre 2016 sowie den Erweiterungsbau der Fondation Beyeler in Riehen.

## Verbindung zur Daros Latinamerica Collection
In den 1990er-Jahren baute Stephan Schmidheiny eine Industriegruppe in Lateinamerika auf. Deshalb gelangte Ende der 1990er-Jahre auch die zeitgenössische lateinamerikanische Kunst in den Fokus der Aktivitäten von Daros. Damit sich die Sammlungen eigenständig entwickeln konnten, wurde 2000 die von der Daros Collection unabhängige Daros Latinamerica Collection gegründet. Heute ist sie eine der umfassendsten Privatsammlungen zeitgenössischer lateinamerikanischer Kunst.

## Ausstellungen

### Kooperation mit Fondation Beyeler
Seit 2010 arbeitet die Daros Collection eng mit der Fondation Beyeler im baslerischen Riehen zusammen. Einzelne Werkgruppen aus der Daros Collection werden jeweils in die Sammlungshängung der Fondation Beyeler integriert. Daros engagiert sich auch für den geplanten Erweiterungsbau der Fondation Beyeler. Eine großzügige Schenkung ermöglichte den Grundstein für die Realisierung des Vorhabens.
- 2021: Sigmar Polke - Nature Culture[14]
- 2019: Louise Bourgeois - Insomnia Drawings[15]
- 2017: Andy Warhol[16]
- 2016: Christopher Wool[17]
- 2015: Robert Ryman[18]
- 2014: Cy Twombly
- 2013: Mark Rothko
- 2013: Willem de Kooning
- 2011: Barnett Newman / Jackson Pollock
- 2010/2011: Gerhard Richter[19]

### Leihgaben (Auswahl)
- 2021: Kunsthaus Zürich: Gerhard Richter «Landschaften»[20]
- 2015: Museum für Gegenwartskunst Basel: Cy Twombly[21]
- 2014/2015: Kunstsammlungen Chemnitz: Andy Warhol «Death and Disaster»[22]
- 2011/2012: Tate Modern, London: Gerhard Richter: «Panorama»[23]
- 2010: Kunstmuseum Basel: Andy Warhol – The Early Sixties[24]
- 2002: The Museum of Modern Art, New York: Gerhard Richter: 40 Years of Painting[25]
- 2000: Moderna Museet, Stockholm: In the Power of Painting: Warhol, Polke, Richter, Twombly[26]

### Daros Exhibitions (2001–2008; Auswahl)
Zwischen 2001 und 2008 verfolgte Daros eigene Ausstellungstätigkeiten. In den Räumen der Daros Exhibitions im Zürcher Löwenbräu-Areal wurden in verschiedenen wechselnden Ausstellungen ausgewählte Werke der Sammlung präsentiert. Die Räumlichkeiten wurden auch von der Daros Latinamerica Collection genutzt.
- 2004: Brice Marden: Drawings and Paintings[28]
- 2002: Cy Twombly: Audible Silence[29]
- 2000: In the Power of Painting: Warhol, Polke, Richter, Twombly[30]

## Bibliographie
- Walter Soppelsa (ed.): Daros at Beyeler. Works from the Daros Collection at the Fondation Beyeler 2010 - 2017. Zürich 2017, ISBN 978-3-033-06309-9
- Walter Soppelsa (ed.): Selection from the Daros Collection. Zurich 2012, ISBN 978-3-033-03444-0
- Daros Services AG and Daros Latinamerica AG (ed.): Face to Face: The Daros Collections. Hatje Cantz, Berlin 2008, ISBN 978-3-7757-2112-7
- Daros Services AG (ed.): Louise Bourgeois: Emotions Abstracted. Hatje Cantz, Berlin 2004, ISBN 3-7757-1461-8
- Peter Fischer (ed.): Louise Bourgeois: The Insomnia Drawings. Scalo, Zurich 2000, ISBN 3-908247-39X
- Daros Services AG (ed.) Brice Marden: Drawings and Paintings 1964-2002. Scalo, Zurich 2002, ISBN 3-908247-70-5
- Daros Services AG (ed.) Audible Silence: Cy Twombly at Daros. Scalo, Zurich 2002, ISBN 3-908247-65-9
- Daros Services AG (ed.) Nauman Kruger Jaar. Scalo, Zurich 2001. ISBN 3-908247-60-8
- Alesco (ed.): Warhol Polke Richter: In the Power of Painting 1. Scalo, Zurich 2001, ISBN 3-908247-52-7
- Peter Fischer (ed.): In the power of painting. Scalo, Zurich 2000, ISBN 978-3-908247-27-2
- Peter Fischer (ed.): Abstraction, gesture, ecriture: paintings from the Daros Collection. Scalo, Zurich 1999, ISBN 978-3-908247-99-9